# Vale de Ayora
Valle de Ayora (em castelhano e oficialmente; em valenciano: Vall de Aiora) é uma comarca da Comunidade Valenciana, na Espanha. Está localizada no interior da província de Valência, e sua capital é o município de Ayora. Limita com as comarcas de Requena-Utiel, Hoya de Buñol, Canal de Navarrés, Manchuela e Corredor de Almansa.

## Municípios
| Município           | População (2015) | Área   | Densidade |
| ------------------- | ---------------- | ------ | --------- |
| Ayora               | 5.303            | 446,60 | 12        |
| Jalance             | 914              | 94,80  | 9,78      |
| Cofrentes           | 1.097            | 103,20 | 10,17     |
| Cortes de Pallás    | 993              | 233,00 | 4,31      |
| Jarafuel            | 808              | 103,10 | 7,81      |
| Teresa de Cofrentes | 675              | 110,80 | 5,6       |
| Zarra               | 463              | 49,70  | 9,74      |